# 菅野雅雄
菅野 雅雄（すがの まさお、1932年3月4日 - ）は、日本の国文学者。

## 経歴
1932年、岡山県岡山市で生まれた。國學院大學文学部国文科で学び、卒業。同大学大学院に進み、1963年に博士課程を満期退学。
名城大学法学部助教授に就き、後に東京理科大学教授、武蔵野女子大学教授に転じた。1973年、学位論文『古事記説話の研究』を國學院大學で文学博士の学位を取得。1989年に中京大学教授となり、2002年に定年退任。
学界では古事記学会理事を務めた。

### 委員・役員
- 昭島市文化財保護審議会委員

## 著作
著書
- 『古事記系譜の研究』桜楓社 1970
- 『古事記説話の研究』桜楓社 1973
- 『記紀歌謡と万葉の間』桜楓社(国語国文学研究叢書) 1982
- 『中学生のイラストことわざ辞典 challenge』福武書店 1983
- 『古事記成立の研究』桜楓社 1985
- 『大伴氏の伝承：旅人・家持への系譜』桜楓社(びぞん叢書) 1988
- 『点検古文単語370』聖文社 1990
- 『古事記構想の研究』桜楓社 1993
- 『初期万葉歌の史的背景』和泉書院 1994
- 『古事記構造の研究』おうふう 2000
- 『記紀夜話』(全3巻) おうふう 2002‐06

著作集
- 『菅野雅雄著作集』(全7巻) おうふう 2004

1. 第1巻　古事記論叢 1 (系譜)
2. 第2巻　古事記論叢 2 (説話)
3. 第3巻　古事記論叢 3 (成立)
4. 第4巻　古事記論叢 4 (構想)
5. 第5巻　古事記論叢 5 (構造)
6. 第6巻　万葉集論叢
7. 別冊(総索引・他)

共編著
- 『日本神話』中村啓信共編、桜楓社 1978
- 『三輪山と日本古代史』石野博信・上野誠・岡本健一・辰巳和弘・塚口義信・森浩一共著、学生社 2008
- 『古事記：神話と天皇を読み解く』編著、新人物往来社 2012

記念論文集
- 『古事記・日本書紀論究 菅野雅雄博士古稀記念』おうふう 2002
- 『菅野雅雄博士喜寿記念記紀・風土記論究』おうふう 2009

## 参考
- 「菅野雅雄先生略歴・主要著書論文目録」『中京国文学』(菅野雅雄教授御退職記念) 2002